# Grand Prix SAR La Princesse Lalla Meryem 2017
Grand Prix SAR La Princesse Lalla Meryem 2017 — жіночий професійний тенісний турнір, що проходив на кортах з ґрунтовим покриттям. Це був 17-й за ліком турнір. Належав до серії International у рамках Туру WTA 2017. Відбувся в Рабаті (Марокко). Тривав з 1 до 6 травня 2017 року.

## Розподіл очок
| Дисципліна              | П   | Ф   | ПФ  | ЧФ | 1/8 | 1/16 | Q   | Q3  | Q2  | Q1  |
| Жінки, одиночний розряд | 280 | 180 | 110 | 60 | 30  | 1    | 18  | 14  | 10  | 1   |
| Жінки, парний розряд    | 280 | 180 | 110 | 60 | 1   | Н/Д  | Н/Д | Н/Д | Н/Д | Н/Д |

## Учасниці основної сітки в одиночному розряді

### Сіяні
| Країна    | Гравчиня               | Рейтинг1 | Сіяна |
| --------- | ---------------------- | -------- | ----- |
| Росія     | Анастасія Павлюченкова | 16       | 1     |
| Швейцарія | Тімеа Бачинскі         | 22       | 2     |
| Австралія | Дарія Гаврилова        | 27       | 3     |
| Угорщина  | Тімеа Бабош            | 30       | 4     |
| Казахстан | Юлія Путінцева         | 31       | 5     |
| Румунія   | Ірина-Камелія Бегу     | 33       | 6     |
| США       | Лорен Девіс            | 35       | 7     |
| США       | Алісон Ріск            | 39       | 8     |

- 1 Рейтинг подано станом на 24 квітня 2017

### Інші учасниці
Нижче наведено учасниць, які отримали вайлдкард на участь в основній сітці:
- Анна Блінкова
- Ліна Костал
- Франческа Ск'явоне

Такі тенісистки потрапили в основну сітку як кваліфаєри:
- Габріела Дабровскі
- Александра Крунич
- Конні Перрен
- Надя Подороска

Учасниці, що потрапили до основної сітки як a щасливий лузер:
- Сільвія Солер Еспіноза

### Знялись з турніру
До початку турніру
- Каролін Гарсія → її замінила  Андреа Петкович
- Пен Шуай → її замінила  Сара Еррані
- Шелбі Роджерс → її замінила  Марина Заневська
- Анастасія Севастова → її замінила  Татьяна Марія
- Лаура Зігемунд → її замінила  Сільвія Солер Еспіноза

## Учасниці основної сітки в парному розряді

### Сіяні
| Країна   | Гравчиня           | Країна    | Гравчиня            | Рейтинг1 | Сіяна |
| -------- | ------------------ | --------- | ------------------- | -------- | ----- |
| Угорщина | Тімеа Бабош        | Чехія     | Андреа Главачкова   | 23       | 1     |
| Хорватія | Дарія Юрак         | Австралія | Анастасія Родіонова | 67       | 2     |
| Румунія  | Ралука Олару       | Україна   | Ольга Савчук        | 102      | 3     |
| Чехія    | Барбора Крейчикова | Росія     | Алла Кудрявцева     | 105      | 4     |

- 1 Рейтинг подано станом на 24 квітня 2017

### Інші учасниці
Нижче наведено пари, які отримали вайлдкард на участь в основній сітці:
- Абір Ельфахімі /  Лілія Хадаб
- Лаура Поус-Тіо /  Ліна Костал

## Переможниці

### Одиночний розряд
- Анастасія Павлюченкова —  Франческа Ск'явоне 7–5, 7–5

### Парний розряд
- Тімеа Бабош /  Андреа Главачкова —  Ніна Стоянович /  Марина Заневська 2–6, 6–3, [10–5]